# Vildmand (film)
|  | Denne artikel er oprettet af botten Steenthbot ud fra en ekstern database. Den kan derfor have sproglige fejl eller mangler. Denne skabelon kan fjernes efter kontrol af indholdet. |

Vildmand er en dansk kortfilm fra 2012 instrueret af Gorm Just og efter manuskript af Kasper Tornbjerg.

## Handling
En mand flytter ud i skoven og forsøger at etablere en tilværelse som eneboer. Hans projekt går imidlertid op ad bakke, da det både er svært at finde føde og leve isoleret fra den påtrængende omverden i en dansk skov.